# Tom Wheatcroft Racing
Tom Wheatcroft Racing (potocznie Wheatcroft) – były brytyjski zespół wyścigowy ścigający się w Formule 1.
Wystartował tylko w jednym wyścigu – Grand Prix Belgii 7 czerwca 1970 roku. W wyścigu tym wystartował brytyjski kierowca Derek Bell.
Zespół nie zdobył żadnego punktu.